# Bitwa pod Costaclan
Bitwa pod Costaclan – starcie zbrojne, które miało miejsce podczas podboju Meksyku przez Hiszpanów w 1523. Bitwa ta nastąpiła nieoczekiwanie, podczas wybuchu powstania przeciwko Hiszpanom, mającego na celu odzyskanie niepodległości i odbudowę państwa. Tym razem Hiszpanie, którzy rządzili ziemiami azteckimi nie byli dobrze przygotowani do bitwy. Walka była niezwykle wyrównana i zacięta. Przeważający liczebnie i lepiej przygotowani, lecz gorzej uzbrojeni Aztekowie wygrywali przez dłuższy czas bitwy z mniej licznymi, ale lepiej uzbrojonymi Hiszpanami. Hernan Cortes, widząc ze traci kolejnych żołnierzy, postawił wszystko na jedną kartę. Zdecydował się na ryzykowną równoległą szarżę kawalerii. Aztecy mogli co prawda zabić kawalerzystów, jednak ruch Cortesa się powiódł. Wielu Azteków odniosło rany lub zostało zabitych. Hiszpanie potwierdzili dominację nad narodem azteckim, lecz wybuch kolejnej bitwy był bardzo prawdopodobny.